# Symplocos laxiflora
Symplocos laxiflora là một loài thực vật có hoa trong họ Dung. Loài này được Benth. miêu tả khoa học đầu tiên năm 1839.